# Химна Ирске
Војничка песма (ир. Amhrán na bhFiann) је национална химна Републике Ирске.

## Стихови
Ирска химна се најчешће пева на ирском језику.

### Верзија на ирском језику
Sinne Fianna Fáil
Atá faoi gheall ag Éirinn,
Buíon dár slua
Thar toinn do ráinig chugainn,
Faoi mhóid bheith saor.
Seantír ár sinsear feasta
Ní fhágfar faoin tiorán ná faoin tráill
Anocht a théam sa bhearna bhaoil,
Le gean ar Ghaeil chun báis nó saoil
Le guna scréach faoi lámhach na bpiléar
Seo libh canaidh Amhrán na bhFiann.

### Верзија на енглеском језику
Soldiers are we
whose lives are pledged to Ireland;
Some have come
from a land beyond the wave.
Sworn to be free,
No more our ancient sireland
Shall shelter the despot or the slave.
Tonight we man the bhearna bhaoil 2
In Erin's cause, come woe or weal;
'Mid cannons' roar and rifles' peal,
We'll chant a soldier's song.

## Белешка
1. Amhrán na bhFiann се изговара као „оу-роун на виен“

### Фајлови
- MIDI file 7.6KB simple sequence from .
- MP3 file 1,0MB anthem played by the Army Band from Department of the Taoiseach.
- RealMedia[мртва веза] 3,9MB audio-visual used on RTE television in the 1980s/90s from The TV Room.